# Miami Station
Miami Station  is een treinstation in Miami-Dade County, Florida, op de grens van Miami en Hialeah. Het is het zuidelijke eindstation van de Amtrak-treinen Silver Meteor en Silver Star. Het station opende in 1978 om het 48 jaar oude Seabord Air Line Railroad station (SAL) te vervangen. Het is enkele straten verwijderd van het Tri-Rail and Metrorail Transfer Station, maar er is geen rechtstreekse verbinding tussen beide. Het was de bedoeling om het station in 2016 te vervangen door het nieuwe Miami Airport Station, maar door een ontwerpfout werd dit uitgesteld naar 2018.
Het is ook niet te verwarren met het nieuwe station MiamiCenral in het centrale zakendistrict. Dat station van de Brightline-intercity (naar West Palm Beach - Orlando) werd in 2018 geopend op de plaats van het voormalige Miami-eindstation van de Florida East Coast Railway dat in 1963 afgebroken werd.

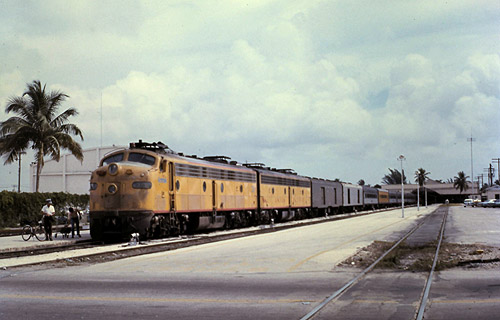
Een Amtrak trein vertrekt uit het ex -SAL station in 1972

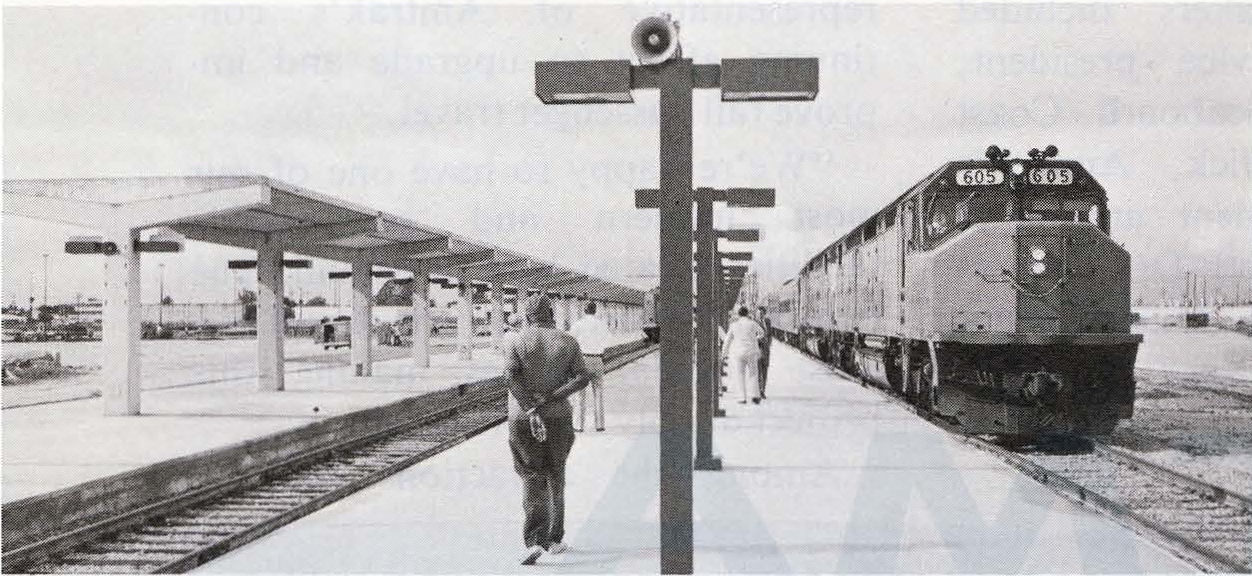
De Silver Meteor vertrekt op 20 juni 1978 - de eerste trein die het nieuwe station gebruikt